# Witoszewo
Witoszewo [vitɔˈʂɛvɔ] (German Kunzendorf) là một ngôi làng thuộc khu hành chính của Gmina Zalewo, thuộc hạt Iława, Warmian-Masurian Voivodeship, ở miền bắc Ba Lan. Nó nằm khoảng 7 kilômét (4 mi)   phía tây Zalewo, 27 km (17 mi)     phía bắc Iława và 66 km (41 mi) về phía tây của thủ đô khu vực Olsztyn.
Làng có dân số 240 người.